# Provincia del Gov'-Sùmbėr
La provincia del Gov'-Sùmbėr o di Gov'sùmbėr (in mongolo Говьсүмбэр аймаг) è una provincia (aimag) della Mongolia centrale. Il capoluogo è Čojr.
È stata costituita nel 1994. Fino a questa data il suo territorio era parte della provincia di Dornogov’ con la quale ora confina a sud-est, mentre a sud ovest e ad ovest confina con la provincia del Dundgov’, a nord con quella del Tôv e ad est con la provincia del Hėntij.

## Geografia antropica

### Suddivisioni amministrative
La provincia del Gov'-Sùmbėr è suddivisa nei seguenti distretti (sum):
| Sum                    | Mongolo   | Popolaz. (2003) | Popolaz. (2008) | Area (km²) | Densità (ab./km²) | Centro amm. * pop. (2002) |
| ---------------------- | --------- | --------------- | --------------- | ---------- | ----------------- | ------------------------- |
| Distretto di Bajantal  | Баянтал   | 838             | 851             | 916,06     | 0,92              | 120                       |
| Distretto di Šivėėgov' | Шивээговь | 2.685           | 2.745           | 857,55     | 3,20              | 1.800                     |
| Distretto di Sùmbėr    | Сүмбэр    | 8.996           | 9.719           | 3768,19    | 2,58              | 7.998 ** (2006)           |

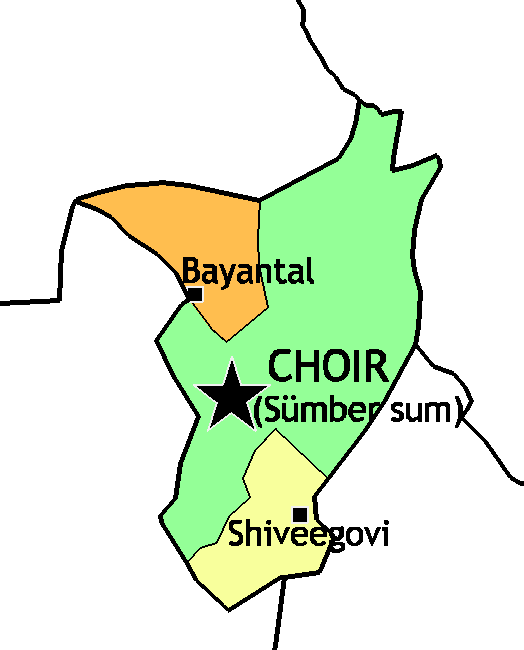
I sum della provincia del Gov’-Sùmbėr (nella traslitterazione anglosassone)

(*) Popolazione del centro amministrativo del sum.
(**) Il centro amministrativo è il capoluogo della provincia: Čojr’.